# Liste von Schnittarten
Es gibt verschiedene Schnittarten, die zu unterschiedlichen Formen von Lebensmitteln führen.

## Würfelformen
- Brunoise: Würfel mit einer Kantenlänge von ca. 1 mm
- Jardinière (fr.: Gärtnerin): Würfel mit einer Kantenlänge von ca. 5 mm
- Macédoine (fr.: Mazedonien): Würfel mit einer Kantenlänge von ca. 10 mm
- Carré (fr.: Quadrat): Würfel mit einer Kantenlänge von ca. 20 mm
- Mirepoix: grobe Würfel mit einer Kantenlänge von 10–30 mm

## Streifen

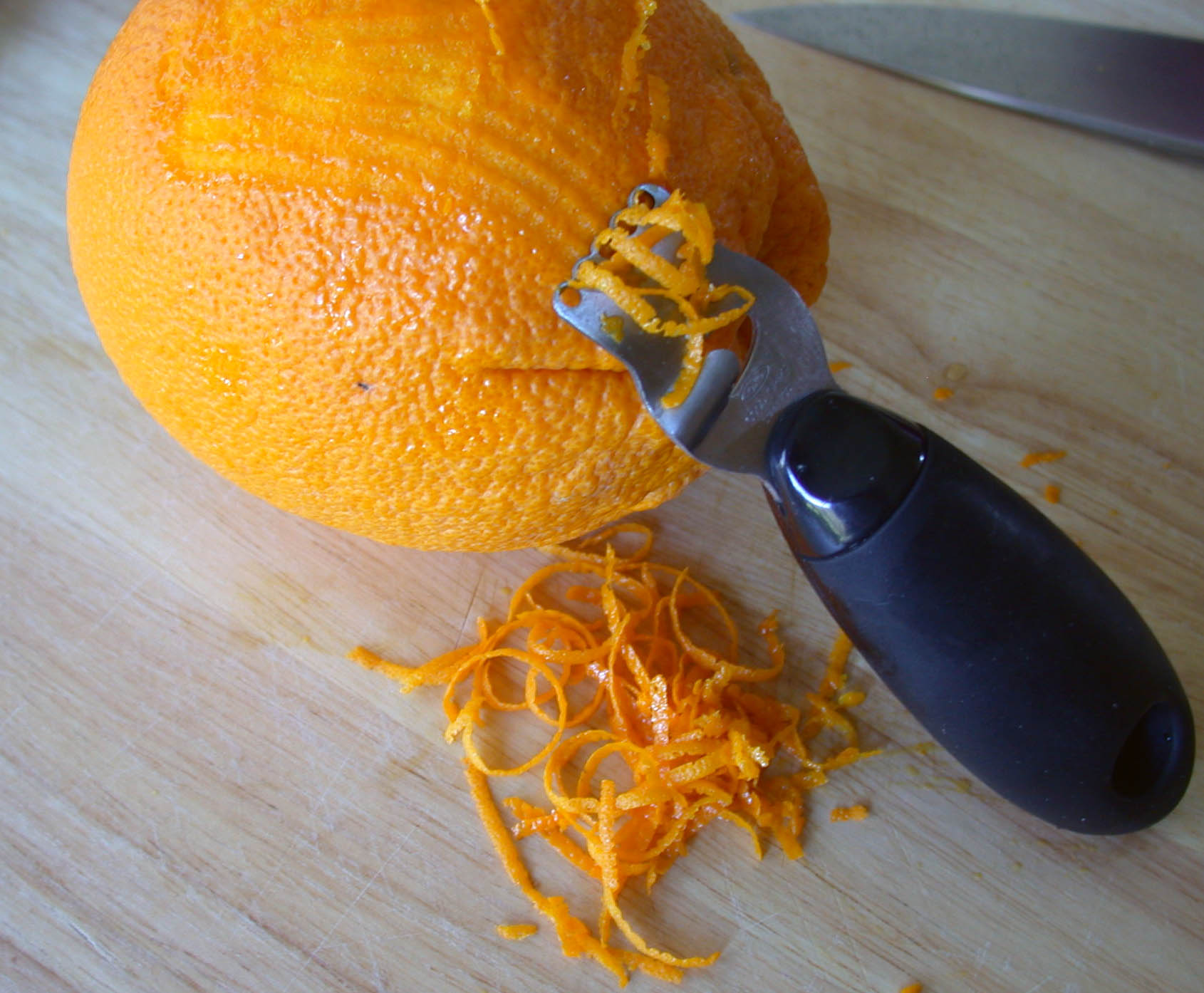
Orangenzesten

- Chiffonnade: Streifen mit einem Durchmesser von ca. 1 mm
- Julienne: Streifen mit einem Durchmesser von ca. 2 mm
- Allumette: Streifen mit einem Durchmesser von ca. 3 mm
- Zesten: Schale von Zitrusfrüchten in schmale Streifen schneiden
- Bâtonnets (fr.: Stäbchen): Streifen mit einem Durchmesser von ca. 5 mm

## Scheiben
- Chips: Hauchdünne Scheiben
- Émincer: Schnittgut wird in dünne Scheiben geschnitten
- Rondelle: rundes Schnittgut wird in kurze Scheiben geschnitten
- Paysanne: Dünne Scheiben mit einer quadratischen Grundfläche mit einer Seitenlänge von ca. 10 mm
- Vichy: Runde Scheiben mit einer Länge von ca. 10–20 mm[1]
- Gaufrette/Demidoff: dünne, gewellte Scheiben[2]

## Andere Formen

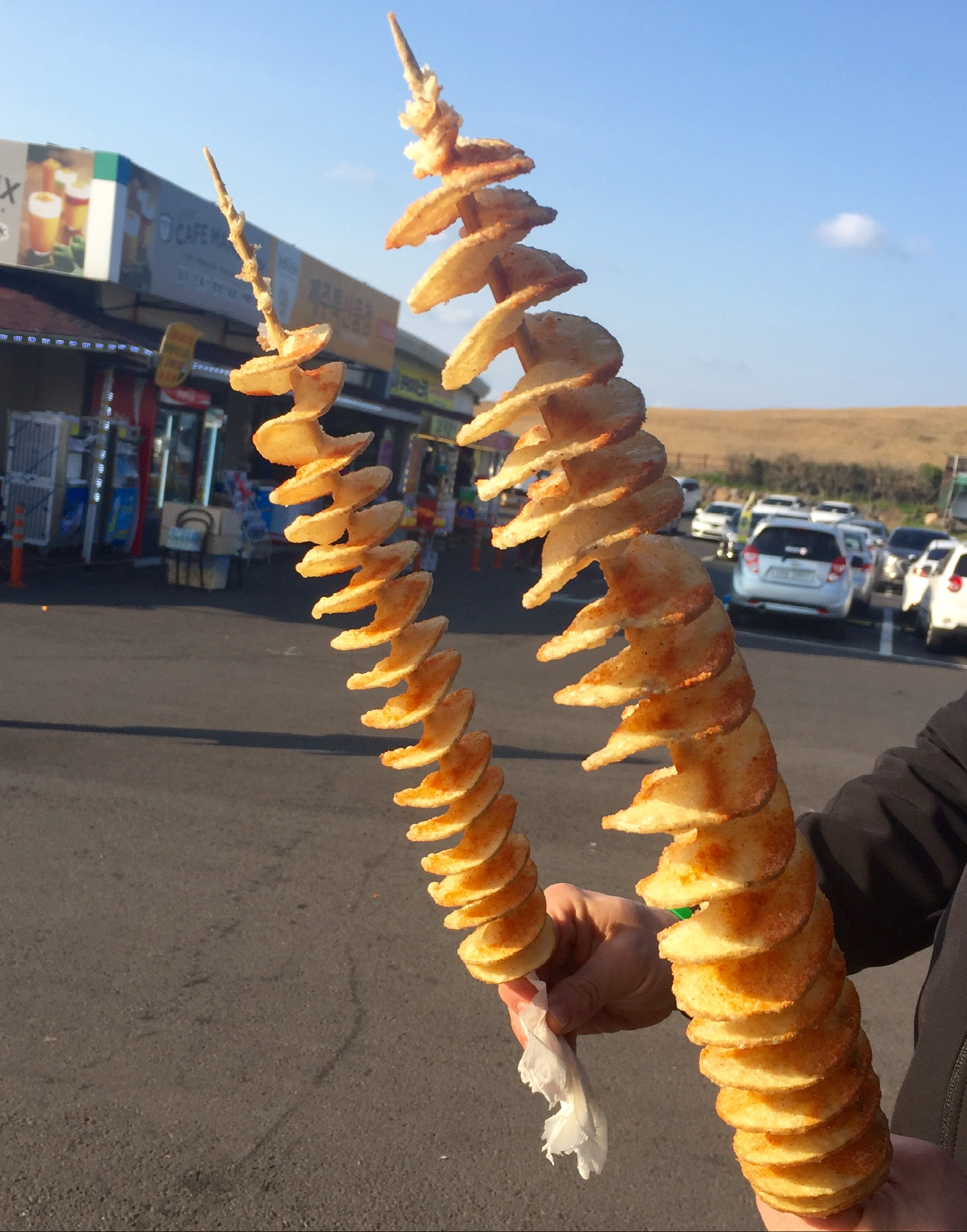
Person hält frittierte Spiralkartoffelchips in der Hand

- Tournieren: Schnittgut in zylindrische Formen mit abgerundeten Enden schneiden
- Spiralschnitt: Schnittgut in spiralförmige Nudeln geschnitten
- Perlen: Schnittgut wird in kleine Perlen ausgestampft
- Rhomben/Lozenge: Schnittgut wird in grobe Rhomben geschnitten
- Éplucher: Beide Seiten von etwas werden abgeschnitten. (z. B. bei Zwiebeln)
- Hacken: Schnittgut wird in kleine Teile geschnitten
- Pürieren: Schnittgut wird so lange geschnitten, bis es eine einheitliche Masse wird
- Fermière: Schnittgut wird längs halbiert und dann in kurze Stücke geschnitten
- Ecken: Schnittgut wird radial geschnitten in mehr als 4 Stücke geschnitten.
- Spiralchips: Schnittgut wird aufgespießt mit einem Schnitt in eine Spiralform geschnitten